# Ingrid van Houten-Groeneveld
Ingrid van Houten-Groeneveld (nazwisko panieńskie Ingrid Groeneveld, ur. 21 października 1921 w Berlinie, zm. 30 marca 2015 w Oegstgeest) – holenderska astronomka. Pracowała w Obserwatorium w Lejdzie (Sterrewacht Leiden).

## Życiorys
W latach 1960–1977 odkryła wraz z mężem, Cornelisem van Houtenem, 4643 planetoidy, z czego 2 wspólnie i 4641 we troje z Tomem Gehrelsem; jedną planetoidę odkryła samodzielnie – (2947) Kippenhahn w 1955. Van Houtenowie i Gehrels zajmują 1. miejsce wśród indywidualnych odkrywców największej liczby planetoid. W 1966 wraz z mężem odkryła na zdjęciach wykonanych w 1960 przez Gehrelsa kometę okresową 271P/van Houten–Lemmon, która została później zagubiona; ponownie odkryto ją w 2012 w ramach programu Mount Lemmon Survey.
W uznaniu jej zasług jedną z planetoid nazwano (1674) Groeneveld.